# Principado de Lamballe

El Principado de Lamballe fue la capital del territorio de los condes de Penthièvre, quienes en 1569 fueron hechos duques. A partir de 1747, el primogénito del duque de Penthièvre ostentaba el título de príncipe de Lamballe. En un primer momento, fue tomado de uno de los señoríos en posesión de Luis Juan María de Borbón, duque de Penthièvre y I príncipe de Lamballe, que le otorga a su hijo Luis Alejandro de Borbón como un título de cortesía al ser un "Príncipe de sangre", recibiendo el trato de Su Alteza Serenísima. 
En 1792, se consolida como título único e independiente al ducado de Penthièvre, que pasa a formar parte de la rama Orleans.
Los títulos nobiliarios fueron abolidos en Francia desde 1870 durante la III República. Actualmente, pese a no tener ningún privilegio, son legales algunos títulos y están regulados desde 1986 por el Ministerio de Justicia a través de la Oficina de Derecho Civil General (Bureau du droit civil général).

## Historia

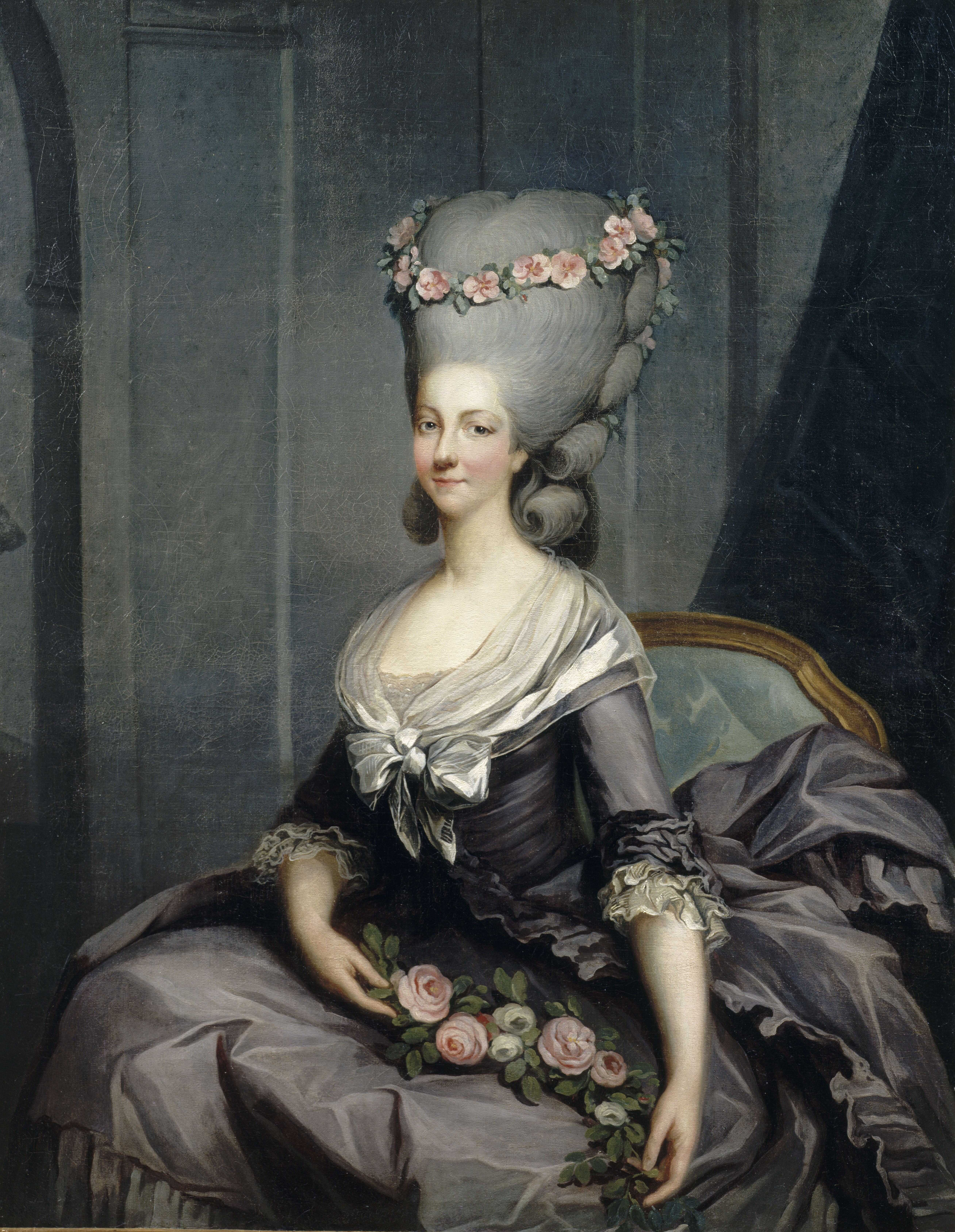
La Princesa de Lamballe, retratada por Antoine-François Callet.

En los siglos XI y XII el condado de Penthièvre en la región de Bretaña (actualmente la comuna situada en el departamento de Côtes-d'Armor) pertenecía a una rama de la Casa Soberana de Bretaña. Godofredo I de Bretaña, le concedió a su hermano Eudes el título de Conde de Penthièvre en 1035, que pertenecían a una rama menor de la casa ducal de Bretaña. Enrique d'Avaugour, heredero de esta dinastía, fue desposeído del condado en 1235 por el duque de Bretaña, Pierre Mauclerc, que lo entregó como dote a su hija, Yolanda, en su matrimonio en 1238 con Hugo XI de Lusignan (el castaño), conde de La Marche. Juan I de Bretaña, el hermano de Yolanda, tomó el condado a su muerte en 1272.

## Los herederos de Bretaña
En 1337, Juana, duquesa de Bretaña llevó a su marido a Penthièvre, Carlos de Châtillon-Blois. Posteriormente se proclamaron duques de Bretaña. A continuación estalla la guerra. En medio de la Guerra de Sucesión Bretona, en 1352, se establecieron los États de Bretaña o los estados de Bretaña, que se convertirían en el parlamento del ducado. En 1364, Juana y Carlos perdieron decisivamente la contienda, y se quedaron para mantener Penthièvre. 
Juan V, duque de Bretaña en 1373 fue exiliado a Inglaterra El rey de Francia Carlos V fue nombrado teniente general de Bretaña. Su hermano, el duque de Anjou, era hijo político de Juana de Penthièvre. 
En 1420, el duque Juan VI, fue secuestrado por el conde de Penthièvre, hijo de Juana de Penthièvre. La esposa de Juan, la duquesa Juana de Francia asedió a los rebeldes y tras liberar a su marido confiscó todos los bienes de la familia Penthièvre. En 1437 Nicole de Blois, una descendiente de la familia Penthièvre, se casa con Juan II de Brosse, y fue privado del ducado de Penthièvre por Francisco II, duque de Bretaña, en 1465 - lo que hizo que se debilitase aún más la posición de la familia Penthièvre en el país. En 1488, tras la muerte del último duque, Francisco II, el jefe de la familia Penthièvre fue Juan de Brosse (muerto en 1502), nieto de Nicole de Blois, quien reclama su derecho al ducado. Pero la hija de Francisco II, Ana fue quien lo obtuvo. 
El condado fue restaurado en nombre de Sebastián de Luxemburgo, (el heredero de la familia de Brosse por parte de su madre), que fue erigida en su nombre en un ducado de la nobleza de Francia (Duché-pairie) en 1569, y después fue celebrada por la duquesa de Mercoeur, hija del primer duque de Penthièvre, y luego por su hija, la duquesa de Vendôme. 
En 1582, Enrique III de Francia, último superviviente por línea paterna y nieto de Claude, duquesa de Bretaña, hizo a Philippe Emmanuel, Duque de Mercoeur, hermano político, líder de la Liga Católica y gobernador de Bretaña. Philippe Emmanuel, invocó los derechos hereditarios de su esposa María de Luxemburgo y trató de proclamar la independencia de la provincia bretona desde 1589 en adelante. Creó un gobierno en Nantes, proclamando a su hijo Luis Felipe de Lorena-Mercoeur "príncipe y duque de Bretaña". Luis Felipe se alía con España y derrota a Enrique IV de Francia. Mantuvo sometida la provincia de Bretaña hasta el 20 de marzo de 1598, hasta rendirse en la comuna de Mercoeur. Se exilió en Hungría.

## Más tarde, los duques de varias casas

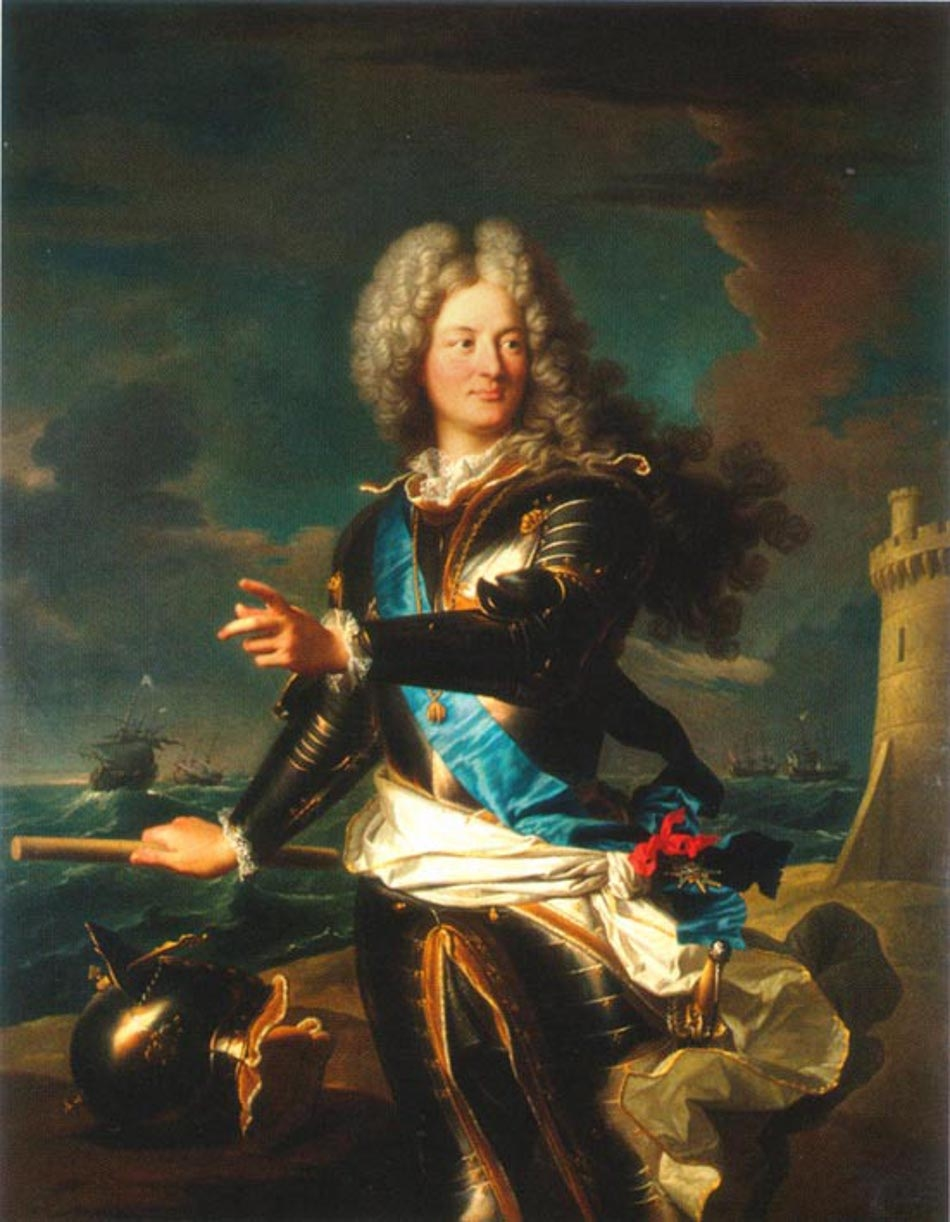
El conde de Tolosa por Hyacinthe Rigaud en 1708.

El nieto de la duquesa de Vendôme, Luis José de Vendôme, heredó Penthièvre en 1669, pero le fue abolido por decreto en 1687 y adjudicada a Ana María de Borbón, princesa de Conti. En 1696, fue vendido al conde de Tolosa, cuyo hijo, Jean Luis María de Borbón, duque de Penthièvre, ostentaría dicho título ducal. El título pasó por herencia a la Casa de Orleans.

## Condes de Penthièvre

### Casa de Rennes
•	Eudes (1035-1079), hijo de Godofredo I, duque de Bretaña. 
•	Godofredo I (1079–1093), hijo de Eudes.
•	Esteban I (1093-1125), hermano de Godofredo I. 
•	Godofredo II (1125-1148), hijo de Esteban I. 
•	Rivallo (1148-1162), hijo de Godofredo II. 
•	Esteban II (1162-1164), hijo de Rivallo. 
•	Godofredo III (1164-1177), hermano de Esteban II. 
•	Alan I (1177-1212), primo de Godofredo III, nieto de Esteban I, a través de su hijo Enrique, llamado Enrique I. 
•	Enrique II de Avagour (1212-1230), hijo de Alan I, fue desposeído de Penthièvre por Pedro I, duque de Bretaña, que dio a su hija Yolanda en su matrimonio con Hugo IX de Lusignan.

### Señores de Avaugour
•	Alan II (1230-1267), hijo de Enrique II. 
•	Enrique III (1267-1304), hijo de Alan II. 
•	Enrique IV (1301-1334), hijo de Enrique III. 
•	Jeanne (1334-1384), nieta de Enrique IV. 

### (Capetos)Casa de Dreux
•	Pedro Mauclerc (1230-1237), hijo de Roberto II de Dreux. 
•	Yolanda (1237-1272), hija de Pedro. 
•	Juan I (1272-1286), hermano de Yolanda. 
•	Juan II (1286-1305), hijo de Juan I. 
•	Arturo II (1305-1312), hijo de Juan II. 
•	Guy (1312-1331), hijo de Arturo II. 
•	Jeanne (1331-1384), hija de Guy, nieta de Enrique IV de Avagour, se casó con Carlos de Blois-Châtillon.

### Casa de Blois-Châtillon
•	Juan III (1384-1404), hijo de Juana. 
•	Oliver (1404-1433), hijo de Juan. 
•	Juan IV (1433-1454), hermano de Oliver. 
•	Nicole (1454-1479), sobrina de Juan IV, se casó con Juan I de la Brosse.

### Casa de Brosse
•	Juan V (1454-1482), hijo de Nicole. 
•	Juan VI (1482-1502), hijo de Juan V. 
•	René (1502-1524), hijo de Juan VI. 
•	Juan VII (1524-1566), hijo de René.

## Duques de Penthièvre

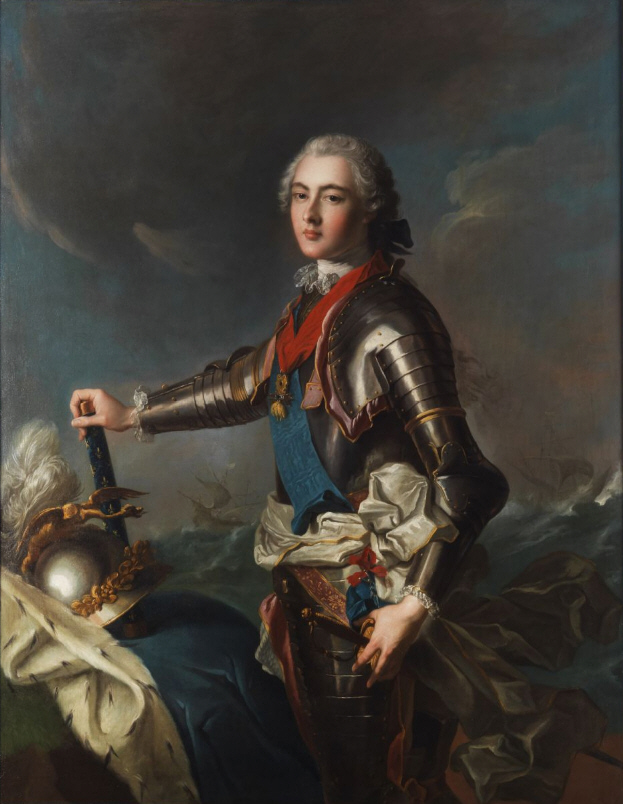
Luis Juan María de Borbón, I príncipe de Lamballe por Jean-Marc Nattier.

### Casa de Luxemburgo
•	Sebastian (1566-1569), sobrino de Juan VII. 
•	María (1569-1623), se casó con Felipe Emmanuel de Lorena. 

### Casa de Lorena
•	Felipe Emmanuel de Lorena (1576-1602). 
•	Françoise de Lorena (1602-1669), casada con César de Borbón.

### Casa de Borbón-Vendôme
•	César de Borbón (1608-1665), hijo legitimado de Enrique IV de Francia.
•	Luis II de Borbón-Vendôme (1665-1669), hijo de César de Vendôme. 
•	Luis III José de Vendôme (1669-1712), hijo de Luis II de Borbón-Vendôme. 
•	Vendido a Ana María de Borbón en 1696.

### Casa de Borbón-Penthièvre
•	Luis Alejandro de Borbón (1678–1737), Conde de Tolosa, Duque de Rambouillet, hijo legitimado de Luis XIV de Francia.
•	Luis Juan María de Borbón (1725–1793), hijo de Luis Alejandro de Borbón, príncipe de Lamballe, de Carignano; duque de Rambouillet, de Aumale (1775), de Gisors, de Châteauvillain, de Arco-en-Barrois, de Amboise; Conde de Eu, de Tolosa y de Guingamp.
- Datos: Q3315111